# Donna Koniel
Donna Koniel (* 20. August 1992) ist eine ehemalige Leichtathletin aus Papua-Neuguinea, die sich auf den Sprint und Mittelstreckenlauf spezialisiert hat.

## Sportliche Laufbahn
Erste Erfahrungen bei internationalen Meisterschaften sammelte Donna Koniel im Jahr 2010, als sie bei den Juniorenozeanienmeisterschaften in Cairns in 60,59 min den fünften Platz im 400-Meter-Lauf belegte und über 800 Meter in 2:22,79 min die Bronzemedaille. Zudem belegte sie in 1:20,93 min den vierten Platz im 400-Meter-Hürdenlauf. Im Jahr darauf gewann sie bei den Pazifikspielen in Nouméa in 2:16,80 min die Silbermedaille im 800-Meter-Lauf hinter ihrer Landsfrau Salome Dell und sicherte sich in 1:10,62 min die Bronzemedaille über 400 m Hürden hinter ihren Landsfrauen Betty Burua und Sharon Kwarula. Zudem siegte sie in 3:45,32 min mit der 4-mal-400-Meter-Staffel. 2013 gewann sie bei den Mini-Pazifikspielen in Mata Utu in 1:01,63 min die Silbermedaille im Hürdenlauf hinter ihrer Landsfrau Betty Burua und siegte in 3:52,82 min im Staffelbewerb. Im Jhahr darauf gewann sie bei den Ozeanienmeisterschaften in Avarua in 56,57 s die Bronzemedaille über 400 Meter hinter den Australierinnen Alexandra Bartholomew und Alicia Keir und sicherte sich in 2:18,52 min die Silbermedaille über 800 Meter hinter der Australierin Keir. Zudem gewann sie in 1:02,06 min die Bronzemedaille über 400 m Hürden hinter ihrer Landsfrau Sharon Kwarula und Lauren McAdam aus Australien und siegte in 47,88 s in der 4-mal-100-Meter-Staffel und sicherte sich in 3:59,52 min die Silbermedaille in der 4-mal-400-Meter-Staffel hinter dem australischen Team. Anschließend schied sie bei den Commonwealth Games in Glasgow mit 2:14,56 min in der Vorrunde über 800 Meter aus und verpasste mit der 4-mal-400-Meter-Staffel mit 3:46,26 min den Finaleinzug. 2015 siegte sie bei den Ozeanienmeisterschaften in Cairns in 2:09,58 min über 800 Meter und sicherte sich in 54,89 s die Bronzemedaille über 400 Meter hinter ihrer Landsfrau Betty Burua und Louise Jones aus Neuseeland. Zudem siegte sie in 3:52,66 min in der 4-mal-400-Meter-Staffel. Anschließend siegte sie in 2:12,78 min bei den Pazifikspielen in Port Moresby über 800 Meter und sicherte sich in 54,29 s die Silbermedaille über 400 Meter hinter ihrer Landsfrau Toea Wisil. Zudem siegte sie in 58,28 s über 400 m Hürden sowie in 3:45,13 min im Staffelbewerb. Daraufhin schied sie bei den Weltmeisterschaften in Peking mit 2:12,51 min in der ersten Runde aus. Im Jahr darauf gewann sie bei den Melanesischen Meisterschaften in Suva in 56,48 s die Silbermedaille über 400 Meter und sicherte sich über 800 Meter in 2:16,22 min die Bronzemedaille. Zudem siegte sie in 1:03,40 min im Hürdenlauf. 2019 belegte sie bei den Ozeanienmeisterschaften in Townsville in 57,56 s den fünften Platz über 400 Meter und gelangte über 400 m Hürden mit 1:01,32 min auf Rang sieben. Zudem gewann sie mit der 4-mal-400-Meter-Staffel in 3:53,49 min die Bronzemedaille mit der Staffel hinter den Teams aus Australien und Neuseeland. Zuvor schied sie bei den World Relays in Yokohama mit der Pendel-Hürdenstaffel mit 67,32 s im Vorlauf aus und verpasste auch mit der Mixed-Staffel über 2-mal-2-mal-200-Meter-Staffel mit 4:04,73 min den Finaleinzug. Im Juli belegte sie bei den Pazifikspielen in Apia in 57,08 s den fünften Platz über 400 Meter und gewann über 800 Meter in 2:14,17 min die Silbermedaille hinter der Australierin Keely Small. Zudem siegte sie in 1:00,14 min im Hürdenlauf sowie in 3:44,86 min in der 4-mal-400-Meter-Staffel. Daraufhin beendete sie ihre aktive sportliche Karriere im Alter von 27 Jahren.

## Persönliche Bestzeiten
- 400 Meter: 54,29 s, 15. Juli 2015 in Port Moresby
- 800 Meter: 2:08,77 min, 28. Juni 2015 in Gold Coast
- 400 m Hürden: 58,28 s, 17. Juli 2015 in Port Moresby